# Meet the Press
 je nedeljni američki televizijski program vesti/intervjua koji se emituje na NBC mreži. To je najdugovečniji program u istoriji televizije u SAD, mada sadašnji format u maloj meri podseća na debitantsku epizodu 6. novembra 1947. Meet the Press je specijalizovan za intervjue sa liderima iz Vašingtona, širom zemlje, pa i sveta, o pitanjima politike, ekonomije, spoljne politike i drugih javnih poslova, zajedno sa panelskim diskusijama koje pružaju mišljenja i analize. Ona se emituje iz NBC-ovog biroa u Vašingtonu, (WRC-TV).
Dugovečnost programa Meet the Press delom se pripisuje činjenici da je on debitovao tokom, tek druge službene „mrežne televizijske sezone” za američku televiziju. To je bio prvi informativni program televizijske mreže uživo na kojem se pojavio predsednik Sjedinjenih Država; ovo se dogodilo u emisiji 9. novembra 1975, u kojoj je gostovao Gerald Ford. Do danas je program vodilo 12 različitih moderatora, počevši od stvaraoca programa Marte Rauntri. Moderator emisije od 2014. godine je Čak Tod, koji je ujedno i politički direktor NBC Njuz.

## Format
Format programa sastoji se od iscrpnog individualnog intervjua sa domaćinom, a ponekad ga prati okrugli sto ili jedan na dva intervjua sa ličnostima na protivničkim pozicijama, bilo članovima Kongresa sa suprotnih krila ili političkim komentatorima. Prvobitno i tokom većeg dela svoje istorije polusatni program, ova emisija se proširila na 60 minuta, počevši od emitovanja 20. septembra 1992.

## Istorija
započeo je na radiju na Međusobnom radiodifuznom sistemu 1945. godine kao American Mercury Presents: Meet the Press, program za promociju The American Mercury, časopisa koji je Lovrens E. Spivak kupio 1935. Pre emitiranja programa, Spivak je zamolio novinarku Martu Rauntri, koja je radila na radiju, kao i kod Spivaka kao uredni urednik časopisa, da kritički razmotri planove za novu radio emisiju. Na osnovu njenih saveta, Rauntri je stvorila novi radio program koji je nazvala The American Mercury, 5. oktobra 1945.
Dana 6. novembra 1947. godine, dok je emisija još bila u Međusobnom radiodifuznom sistemu, televizijska prava na program otkupio je firma Dženeral Fuds, koja je počela da Rauntri emisiju na televizijskoj mreži NBC sa skraćenim naslovom Meet the Press; radio verzija je takođe usvojila novo ime. Iako neki izvori pridaju Spivaku zasluge za stvaranje programa, Rountree je sama razvila ideju, a Spivak se pridružio kao koproducent i poslovni partner u preduzeću nakon što je emisija već debitovala.
Meet the Press prvobitno je predstavljena kao 30-minutna pres-konferencija sa jednim gostom i panelom ispitivača. Njen prvi gost bio je Džejms Farli, koji je bio generalni direktor pošte, predsednik Demokratskog nacionalnog komiteta i menadžer kampanje Franklin Delano Ruzvelta tokom prva dva mandata Nju dil administracije. Rauntri je bila prvi domaćin emisije, jedina moderatorka u programu do danas. Ona se povukla 1. novembra 1953. godine, a nasledio ju je Ned Bruks, koji je ostao moderator do penzionisanja 26. decembra 1965. Spivak je postao moderator 1. januara 1966, prelazeći sa svoje uloge stalnog paneliste. On je otišao u penziju 9. novembra 1975. godine, u specijalnom jednosatnom izdanju u kojem je prvi put gost bio sedeći predsednik, u ovom slučaju Gerald Ford. Sledeće nedelje Bil Monro, prethodno nedeljni panelista poput Spivaka godinama ranije, preuzeo je funkciju moderatora i ostao je na toj dužnosti do 2. juna 1984.

### Pod Rasertom
Zvaničnici mreže, zabrinuti za budućnost emisije, obratili su se Timu Rasertu, šefu ureda mreže u Vašingtonu, DC. On je preuzeo funkciju moderatora programa Meet the Press dana 8. decembra 1991. i ostao na tom položaju do svoje smrti 13. juna 2008, postajući moderator sa najdužim stažom u istoriji programa.
Za vreme Raserta, program je proširen na jedan sat i postao je u manjoj meri televizijska pres-konferencija, fokusirajući se više na Rasertova pitanja i komentare; Rasert je takođe učestvovao u dužim podrobnijim intervjuima i bio je domaćin panela stručnjaka koji su diskutovali teme koje su predstavljene u emisiji te nedelje. Rasert je okončavao svako izdanje sloganom, „To je sve za danas. Vratićemo se sledeće nedelje. Ako je nedelja, to je Meet the Press.”
Tokom profesionalne fudbalske sezone, Rasert, rodom iz Bufala u Njujorku i strastveni navijač Bufalo Bilsa, ponekad je dodavao: „Go Bills!”, i povremeno bi pitao paneliste: „How 'bout those Sabres?”, ako je Bufalovom NHL hokejaškom timu išlo dobro. Satiričari emisije predstavljeni u ponavljajućem skeču u programu Uživo subotom uveče često su odražavali njegove improvizovane dodatke u znak podrške za dve profesionalne sportske franšize. Do 2006. godine, Meet the Press bio je najbolje ocenjeni program među nedeljnim jutarnjim emisijama.
Dana 13. jula 2008. Rasert je umro od iznenadne koronarne tromboze (izazvane raskidom holesterolnog plaka). Bivši voditelj NBC Najtli Njuz Tom Brokau bio je domaćin posebnog izdanja Meet the Press posvećenog Rasetovom životu 15. juna 2008, u kojem je Rasertova stolica ostavljena prazna kao počast.

#### Gostujući moderatori
- Andrea Mičel (15. avgust 2004)[19]

## Literatura
- de Moraes, Lisa (29. 9. 2015). „Chuck Todd's 'MTP Daily' Debut Clocks 483K Viewers”. Deadline.com. Архивирано из оригинала 15. 6. 2017. г. Приступљено 15. 6. 2017.
- Gabriel Sherman (8. 10. 2014). „NBC Wanted to Hire Jon Stewart to Host Meet the Press”. New York Magazine Daily Intelligencer. Приступљено 14. 12. 2014.
- Andy Greene (30. 10. 2014). „Jon Stewart on 'Meet The Press' Offer: 'They Were Casting a Wide and Weird Net'”. Rolling Stone. Архивирано из оригинала 31. 08. 2017. г. Приступљено 14. 12. 2014.
- „Meet the Press reflects on set change”. NBCNews.com. Приступљено 14. 8. 2014.
- Hilliard, Robert L; Keith, Michael C (18. 2. 2010). The Broadcast Century and Beyond: A Biography of American Broadcasting. Focal Press. ISBN 978-0240812366. Приступљено 7. 5. 2017.
- „Sunday, May 2: 'Meet the Press' to broadcast in HD, debut a new set”. NBC News. 2. 5. 2010.
- „Watch Meet the Press Episode: Meet the Press - 02/02/20”. nbcnews.com. 2. 2. 2020.
- Harris, Jay S. (editor) (1978). TV Guide: The First 25 Years. New York: New American Library. ISBN 0-452-25225-3.
- „Free audio and video downloaded to your PC or portable player”. msnbc.com. Архивирано из оригинала 2005-07-14. г.
- „Meet the Press”. Dial Global. Архивирано из оригинала 15. 3. 2012. г.

## Spoljašnje veze
- Zvanični veb-sajt
- Meet the Press na sajtu  (jezik: engleski)
- Meet the Press на веб-сајту TV.com (језик: енглески)